# 748
| [ Edytuj tabelę ]          |                                 |
| Król Asturii               | - 739 Alfons I 757              |
| Cesarz Bizancjum           | - 741 Konstantyn V Kopronim 775 |
| Chan Bułgarii              | - 738 Sewar 753                 |
| Cesarz Chin                | - 712 Tang Xuanzong 756         |
| Król Essexu                | - 746 Swithred 758              |
| Król Franków               | - 742 Childeryk III 751         |
| Cesarz Japonii             | - 724 Shōmu 749                 |
| Kalif                      | - 744 Marwan II 750             |
| Patriarcha Konstantynopola | - 730 Anastazy 754              |
| Król Longobardów           | - 744 Rachis 749                |
| Król Mercji                | - 716 Aethelbald 757            |
| Król Nortumbrii            | - 737 Eadbert 758               |
| Papież                     | - 741 Zachariasz 752            |
| Doża Wenecji               | - 742 Teodato Ipato 755         |
| Król Wessexu               | - 740 Cuthred 756               |

Rok 748 / DCCXLVIII
stulecia: VII wiek ~
VIII wiek ~
IX wiek

lata: 738 «
743 «
744 «
745 «
746 «
747 «
748
» 749
» 750
» 751
» 752
» 753
» 758

## Wydarzenia
- 18 stycznia – trzęsienie ziemi w Palestynie, ucierpiały m.in. Hippos i Gadara.
- Wyprawa Pepina Krótkiego przeciw Sasom.

## Urodzili się
- Nanquan Puyuan – chiński mistrz chan (zm. 835)
- Tianhuang Daowu – chiński mistrz chan (zm. 807)

## Zmarli
- Cimin Huiri – jeden z trzech najważniejszych mistrzów Szkoły Czystej Krainy okresu Tang (ur. 680)